# Copelatus sociennus
Copelatus sociennus är en skalbaggsart som beskrevs av J. Balfour-browne 1952. Copelatus sociennus ingår i släktet Copelatus och familjen dykare. Inga underarter finns listade i Catalogue of Life.

## Bildgalleri

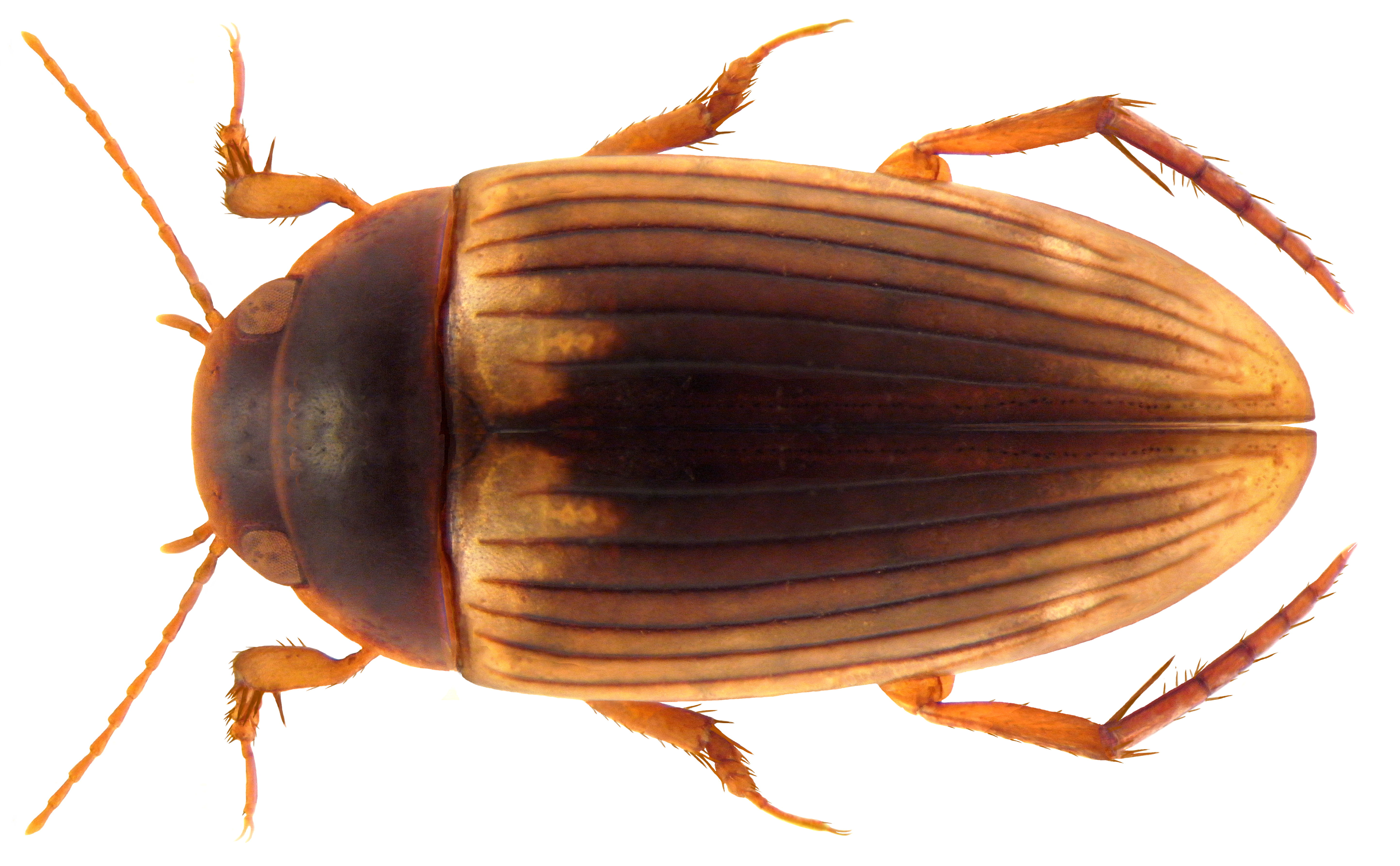